# Marsilea batardae
Marsilea batardae is een varen uit de pilvarenfamilie (Marsileaceae). Het is een kleine waterplant die vooral in tijdelijke poelen en langs de oevers van rivieren groeit.
De varen is zeldzaam en endemisch in het Iberisch Schiereiland en is pas recent onderscheiden van de algemenere soort Marsilea strigosa, op basis van de vorm en de grootte van de sporocarpen.

## Naamgeving enetymologie
- Synoniemen: Marsilea aegyptiaca Willd. P. Cout., Marsilea strigosa Willd. (P.Cout.) R. Fernandes

De botanische naam Marsilea is een eerbetoon aan Luigi Fernando Marsigli (1656-1730), een Italiaans botanicus.

## Kenmerken
Marsilea batardae is een kleine semi-aquatische varen, sterk lijkend op Marsilea strigosa. De viertallig samengesteld blaadjes zijn kaal of behaard, de deelblaadjes driehoekig tot hartvormig, onregelmatig gekarteld aan de top.
De sporenhoopjes zitten in behaarde, bolvormige sporocarpen, zijdelings afgeplat, tot 4,5 mm groot, solitair of in bundels, zonder steeltjes, direct op het rizoom ingeplant.

## Habitat, verspreiding en voorkomen
M. batardae groeit vooral in voedselarme, tijdelijke poelen en rivieroevers in klei of zand, maar ook in rotsige rivierbeddingen.
De plant is endemisch in het Iberisch Schiereiland, waar zijn verspreidingsgebied beperkt is tot een 25-tal locaties in een strook van 500 km² in het zuidwesten, voornamelijk in en rond de rivieren Tejo, Sado, Guadiana en Guadalquivir.

## Bedreigingen en bescherming
Van deze varen zijn momenteel nog een 25-tal vindplaatsen bekend. De IUCN-status is in 2000 op 'Bedreigd' gezet omwille van de reductie van het aantal locaties omwille van de constructie van de Alquevadam.
De voornaamste bedreigingen zijn de vervuiling en degradatie van hun habitat door de aanleg van stuwdammen, het indijken van rivieren en door overbemesting. De geringe populatiegrootte en de afwezigheid van uitwijkmogelijkheden maken deze kleine varen in hoge mate kwetsbaar voor genetische verarming.